# No Sleep at All
No Sleep at All – drugi album koncertowy brytyjskiej heavymetalowej grupy Motörhead wydany w 1988 roku.

## Lista utworów
Opracowano na podstawie materiału źródłowego
| Nr  | Tytuł utworu                  | Autorzy                             | Długość |
| --- | ----------------------------- | ----------------------------------- | ------- |
| 1.  | „Doctor Rock”                 | Würzel, Campbell, Gill, Kilmister   | 3:17    |
| 2.  | „Traitor”                     | Würzel, Campbell, Kilmister, Taylor | 2:40    |
| 3.  | „Dogs”                        | Würzel, Campbell, Kilmister, Taylor | 3:24    |
| 4.  | „Ace of Spades”               | Clarke, Kilmister, Taylor           | 2:51    |
| 5.  | „Eat the Rich”                | Würzel, Campbell, Kilmister, Taylor | 4:34    |
| 6.  | „Built for Speed”             | Würzel, Campbell, Gill, Kilmister   | 4:56    |
| 7.  | „Deaf Forever”                | Würzel, Campbell, Gill, Kilmister   | 4:02    |
| 8.  | „Just 'cos You Got the Power” | Würzel, Campbell, Kilmister, Taylor | 7:28    |
| 9.  | „Killed by Death”             | Würzel, Campbell, Gill, Kilmister   | 5:58    |
| 10. | „Overkill”                    | Clarke, Kilmister, Taylor           | 6:32    |
|     |                               |                                     | 45:42   |

## Twórcy
Opracowano na podstawie materiału źródłowego.
| Zespół Motörhead w składzie - Lemmy Kilmister – gitara basowa, wokal - Phil Campbell – gitara, wokal wspierający - Würzel – gitara, wokal wspierający - Phil Taylor – perkusja |  | Inni - Guy Bidmead, Motörhead - produkcja muzyczna - Richard Dowling, Steve Orchard - asystenci producenta muzycznego - Ray Palmer - zdjęcia |